# Prostitucija
Prostitúcija (iz latinskega prostituere »prostituirati se«, sestavljeno iz pro »pred, spredaj« in statuere »postaviti«, dobesedno »postavljati pred [kupca]«) je poklic ali postranska zaposlitev izvajanja spolne dejavnosti v zameno za plačilo. Definicija "spolne dejavnosti" se lahko razlikuje in je pogosto opredeljena kot dejavnost, ki zahteva telesni stik (npr. spolni odnos, nepenetrativni seks, oralni seks itd.) s stranko. Nujnost telesnega stika postavlja tveganje za prenos bolezni. Včasih se dejavnost evfemistično poimenuje »najstarejša obrt«. Oseba, ki dela na tem področju, se imenuje prostitut/prostitutka ali spolni delavec/spolna delavka (s širšim pomenom).
Prostitucija se pojavlja v različnih oblikah in je v različnih državah različno regulirana (včasih so razlike tudi med regijami v isti državi). Lahko je klasificirana kot kaznivo dejanje, drugje kot prekršek, lahko je dovoljena, a neregulirana ali dovoljena in regulirana. Prostitucija je ena le ena veja spolne industrije, karmor spada tudi pornografija in striptiz. Bordeli so ustanove, ki so posebej namenjene prostituciji. Pri stanovanjski in hotelski prostituciji se dejanje lahko zgodi v lastnem bivališču ponudnika ali lastnem bivališču stranke, v najetem stanovanju ali v hotelski sobi. Prostitucija se dogaja tudi drugje, na primer v masažnih salonih in nočnih klubih. Ulična prostitucija je najbolj izpostavljena nasilju, kriminalu in tudi pregonu s strani policije.
Na svetu je približno 42 milijonov spolnih delavcev, ki živijo po vsem svetu (čeprav za večino Srednje Azije, Bližnjega vzhoda in Afrike ni podatkov, se proučevane države v tej regiji uvrščajo med najboljše destinacije za spolni turizem). Ocenjuje se, da letni prihodek, ustvarjen s prostitucijo po vsem svetu, presega 100 miljard dolarjev.
Večina prostitutk je žensk z moškimi strankami.
Zakonska ureditev prostitucije se po svetu zelo razlikuje, kar odraža različna mnenja. Nekateri gledajo na prostitucijo kot na obliko izkoriščanja ali nasilja nad ženskami  in otroki , ki pomaga ustvariti ponudbo žrtev za trgovino z ljudmi. Nekateri kritiki prostitucije so zagovorniki t. i. nordijskega modela, ki kriminalizira samo kupovanje spolnih uslug, prodaje pa ne. Tak pristop so uvedle Kanada, Islandija,Irska, Severna Irska, Norveška, Francija in Švedska. Drugi gledajo na spolno delo kot na legitimen poklic, pri katerem oseba izmenjuje spolna dejanja za denar. Amnesty International je ena od pomembnih skupin, ki pozivajo k dekriminalizaciji prostitucije.

## Etimologija in terminologija

### Splošno
Prostitucija je tujka, prevzeta in prilagojena prek nemščine in francoščine (v obeh primerih "prostitution") iz latinščine "prōstitūtiō", kar je izpeljano iz "prōstituere". Prōstituere se prevaja kot "prodajati spolne usluge, prostituirati se" in "nastavljati naprodaj", dobesedno "postavljati pred (kupca)". Beseda prōstituere je sestavljena iz "prō", kar pomeni "pred, spredaj" in "statuere", kar pomeni "postaviti" Online Etymology Dictionary navaja: »Pojem "seks za najem" ni neločljivo povezan z etimologijo, ki prej nakazuje "izpostavitev poželenju" ali "počez ponujen seks".«
Veliko skupin zagovornikov pravic spolnih delavcev zavrača besedo prostitucija in od poznih sedemdesetih let prejšnjega stoletja namesto tega uporablja izraz spolno delo. Vendar lahko izraz spolni delavec pomeni tudi vsakogar, ki dela v spolni industriji, tudi Pornoigralce in Striptizete.
Za tiste, ki se ukvarjajo s prostitucijo, se uporabljajo različni izrazi, med njimi nekateri razlikujejo med različnimi vrstami prostitucije ali namigujejo na vrednostno sodbo o njih. Druga poimenovanja za prostitutko so kurba, kurtizana, lajdra, vlačuga, prodajalka ljubezni, hotnica, prijateljica noči.
Drugi izraz za moškega prostituta je žigolo.

### Posredništvo
Organizatorji prostitucije so znani kot zvodniki.
Posredništvo je lahko:
- Služenje od prostitucije drugega.
- vodenje poslovnega dela prostitucije;
- trgovina z ljudmi;
- prevoz prostitutke na lokacijo

### Stranke
Stranke prostitutk so večinoma moški. V angleško govorečem svetu se jim pogovorno reče john, trick ali punter.
Ženskim strankam rečejo jane ali sugar mama.

### Drugi pomeni
Besedo "prostitucija" lahko uporabimo tudi metaforično in pomeni poniževanje samega sebe, delo za nevreden cilj ali prodajo svojih načel za osebno korist ali denar.  V tem smislu se "prostituiranje" ne nanaša na spolnost. Primer: članek, ki je bil objavljen v Reporterju Tonin je politična prostitutka. ...]. Avtorica članka ne trdi, da Tonin prodaja spolne usluge za denar, ampak da se je za dosego svojih ciljev "pripravljen odpovedati vsem načelom in merilom."
Metafora prostitucije, ki se tradicionalno uporablja za označevanje politične nestalnosti, nezanesljivosti, nestanovitnosti, pomanjkanja trdnih vrednot in integritete ter podkupljivosti, je že dolgo stalnica ruske politične retorike.  Ena od znanih žalitev Leona Trockega izrečena iz ust Vladimirja Lenina je bila, da ga je imenoval "politična prostitutka". Ta epitet je uporabil tudi sam Leon Trocki, ko je nemško socialdemokracijo, ki je bila takrat »pokvarjena s kautskianizmom«, označil za »politično prostitucijo, prikrito s teorijami«. Leta 1938 je isti opis uporabil za Kominterno, ko je dejal, da je bil glavni cilj Stalinove bonapartistične klike v zadnjih nekaj letih "dokazati imperialističnim 'demokracijam' svoj modri konzervativizem in ljubezen do reda. Zavoljo željenega zavezništva z imperialističnimi demokracijami je [Stalin] Kominterno pripeljal do zadnjih stopenj politične prostitucije.«
Poleg v zvezi s politiki se izraz uporablja tudi v zvezi z organizacijami in celo majhnimi državami, ki "nimajo druge izbire, kot da se prodajo", ker je njihov glas v svetovnih zadevah nepomemben. Leta 2007 je ruska karikatura prikazala baltske države kot tri "dame noči", "ki tekmujejo za pozornost strica Sama [Združenih Držav Amerike], ker je ruski stranki zmanjkalo denarja".
Uporaba poimenovanja »politična prostitutka« nikakor ni omejena le na ruski politični prostor. Huffington Post je objavil mnenje njihovega avtorja, da se je Donald Trump »prostituiral, da bi nahranil svoj ego in pridobil moč«, ko je kandidiral za predsednika ZDA.
Znan primer iz Slovenije je tvit takratnega vodje opozicije Janeza Janše, v katerem je leta 2016 novinarki Mojco Šetinc Pašek ("Mojce PŠ") in Eugenijo Carl ("Evgenije C") označil za "odsluženi prostitutki", nekdanjega predsednika države Milana Kučana pa za zvodnika ("#ZvodnikMilan").
Raziskovalka spolnega dela in pisateljica Gail Pheterson piše, da te metaforične rabe obstajajo, ker "je izraz "prostitutka" postopoma prevzel krščansko moralistično tradicijo, ki na prostitucijo gleda kot na sinonim za poniževanje sebe ali drugih za nepošteno pridobljene koristi". 

## Zgodovina

### Bližnji vzhod
V starodavnem Bližnjem vzhodu ob rekah Tigris in Evfrat  je bilo veliko svetišč in templjev ali "nebeških hiš", posvečenih različnim božanstvom, ki jih je opisal starogrški zgodovinar Herodot v svojih Zgodbah. Tam je bila tempeljska ali religiozna prostitucija pogosta praksa. Prostitucija te vrste se je končala, ko je cesar Konstantin v četrtem stoletju našega štetja uničil Venerine templje in jih nadomestil s krščanstvom.
V delu Hamurabijevega zakonika (18. stol. prn. n. št.) ki določa dedne pravice žensk, je posebej omenjena tudi dedna pravica prostitutk.

### Antična grčija
V Antični grčiji so se prostituirale tako ženske kot tudi mladi fantje. Prostitutke so lahko bile neodvisne in včasih vplivne ženske. Morale so nositi značilne obleke in plačevati davke. Nekatere prostitutke v stari Grčiji, na primer Lais iz Korinta, so bile znane tako po svoji lepoti kot tudi po kvaliteti svoje družbe. Nekatere so za svoje storitve zaračunavale izjemne zneske.

### Antični Rim
Prostitucija v Antičnem Rimu je bila zakonita, javna in zelo razširjena. Registrirana prostitutka se je imenovala meretrix, neregistrirana pa prostibula. Prostibula je bil tudi splošen, širši izraz za prostitutko. Bilo je nekaj skupnih značilnosti z grškim sistemom. Ko je cesarstvo raslo, so bile prostitutke pogosto tuje sužnje, ujete, kupljene ali vzgojene za ta namen, včasih s strani "gojilcev prostitutk" velikega formata, ki so pod svojo streho vzemali zapuščene otroke. Na splošno so bili zapuščeni otroci skoraj vedno vzgojeni kot prostitutke. Zasužnjevanje v prostitucijo je bilo včasih uporabljeno kot kazen za ženske, ki so kršile zakon. Kupcem je bilo dovoljeno, da zasebno pregledajo gole moške in ženske, ki so naprodaj. Moški aristokrati so lahko kupovali moške brez vsakršne družbene stigme. 

### Azija
Šiiti verjamejo, da je Mohamed odobril zakonsko zvezo za določen čas -splošno Nitka muta'ah, muta'a v Iraku in sigheh v Iranu -, ki se je uporabljala tudi kot krinka za prostitucijo, ker je prostitucija sicer prepovedana. Suniti, ki predstavljajo večino vseh muslimanov, verjamejo, da je prakso zakonske zveze za določen čas razveljavil in dokončno prepovedal bodisi Mohamed bodisi eden od njegovih naslednikov, Umar. Suniti imajo prostitucijo za grešno in prepovedano. Nekateri zahodni pisci so trdili, da je mut'ah in Nikah misyar, ki jo dovoljujejo suniti, nekaj podobnega prostituciji. Julie Parshall piše, da je mut'ah legalizirana prostitucija, ki so jo odobrile dvanajsterske šiitske oblasti. Citira Oxfordsko enciklopedijo sodobnega islamskega sveta, da bi razlikovala med zakonsko zvezo (nikah) in mut'ah, in navaja, da je nikah namenjen razmnoževanju, mut'ah pa samo za spolno zadovoljstvo. Po besedah Zeyno Baran tovrstna začasna poroka zagotavlja šiitskim moškim versko odobreno ustreznico prostitucije. Glede na opažanje Elene Andreeve, objavljeno leta 2007, ruski potniki v Iranu menijo, da je mut'ah "legalizirana razuzdanost", ki je ni mogoče razlikovati od prostitucije. Verski zagovorniki mut'aha trdijo, da se začasna poroka razlikuje od prostitucije iz več razlogov, vključno s potrebo po iddi (obdobjem čakanja) v primeru, da ima par spolne odnose. Če se ženska na ta način poroči z moškim in ima spolne odnose, mora počakati več mesecev, preden se ponovno poroči, zato se ne more poročiti več kot 3- ali 4-krat na leto.
V zgodnjem 17. stoletju je bila po mestih Kyoto, Edo in Osaka na Japonskem zelo razširjena moška in ženska prostitucija. Oiran so bile kurtizane na Japonskem v obdobju Edo. Oiran so veljale za eno izmed vrst vrsto yūjo (遊女)  ("žensk užitka"). Med oiran je tayū (太夫)  veljal za najvišji čin kurtizane, ki so si jo lahko privoščili samo najbogatejši in najbolj vplivni moški. Da bi zabavale svoje stranke, so se oiran urile v umetnosti plesa, glasbe, poezije in kaligrafije ter spolnih storitev, za prefinjen pogovor pa je bil bistvenega pomena izobražen um. Mnoge so postale slavne osebnosti svojega časa izven okvirov svojega poklica. Njihova umetnost in moda sta pogosto določali modne smernice med bogatimi ženskami. Zadnja omemba oiran je bila leta 1761. Čeprav je prostitucija v sodobni Japonski nezakonita, je definirana tako, da ne vključuje t. i. "zasebnega dogovora", sklenjenega med žensko in moškim v bordelu. Jošivara ima veliko "milnic" (Soapland), ki izkoriščajo to luknjo v zakonu. Njihovi začetki sežejo v čas, ko je prostitucija na Japonskem postala nezakonita. To so bile hiše, kjer so ženske umivale telesa moških. Prvotno so bili znani kot toruko-buro, kar pomeni turška kopel.
Mahabharata in Matsya Purana omenjata izmišljena poročila o izvoru prostitucije. Čeprav poznejša Vedska besedila posredno in tudi odkrito omenjajo prostitutke, v hindujski literaturi ni opisa poklicne prostitucije. 
Ta se pojavi v Budistični literaturi. Tavaif je bila kurtizana, ki je skrbela za plemstvo indijske podceline, zlasti v obdobju mogulskega imperija. Te kurtizane so plesale, pele, recitirale poezijo in zabavale svoje snubce na mehfilih (zabavah). Podobno kot pri tradiciji gejš na Japonskem je bil njihov glavni namen profesionalno zabavati goste, in čeprav je pogosto vključevalo spolni odnos, ta ni bil pogodbeno zagotovljen. Visokokakovostne ali najbolj priljubljene tavaife so pogosto lahko izbirale med svojimi snubci. Prispevale so h glasbi, plesu, gledališču, filmu in urdujski literaturi.

### Srednji vek
V srednjem veku je bila definicija prostitutke dvoumna; različne posvetne in cerkvenopravne organizacije so prostitucijo opredeljevale v nenehno spreminjajočih se besedah. Čeprav so srednjeveške posvetne oblasti ustvarile zakonodajo za obravnavanje pojava prostitucije, so le redko poskušale definirati, kaj je prostitutka, ker se je zdelo nepotrebno "natančno določiti, kdo spada v to [specifično] kategorijo". Prva znana definicija prostitucije je bila najdena v statutu Marseilla iz 13. stoletja, ki je vključeval poglavje z naslovom De meretricibus ("glede prostitutk"). Marseljci so prostitutke označevali kot »javna dekleta«, ki so podnevi in ponoči v svoji hiši sprejela dva ali več moških, in kot ženske, ki so »trgovale [s svojimi telesi] v mejah bordela«. Angleški traktat iz štirinajstega stoletja, Fasciculus Morum, navaja, da je treba izraz prostitutka (v tem dokumentu imenovan "meretrix") "uporabljati samo za tiste ženske, ki se predajajo komurkoli in ne bodo zavrnile nobenega, in to počno za zaslužek". Na splošno za ženske prostitucija ni bila poklicna izbira za vse življenje. Ženske so svojo kariero v prostituciji običajno zamenjale s »maloprodajo in oskrbovanjem z živili« ali pa so se prostituciji posvetile le občasno v času velike finančne stiske. Ženske, ki so postale prostitutke, pogosto niso imele družinskih vezi ali sredstev; tako pomanjkanje jih je vodilo v prostitucijo. Večkrat je bilo zabeleženo, da so bile matere obtožene prostitucije lastnih hčera za dodaten denar. Navadni ljudje so brez dvoma sprejeli dejstvo prostitucije, bila je nujen del srednjeveškega življenja. Zaradi uveljavitve prostitucije je bilo manj možnosti, da bi moški skupinsko posililjevali ženske v starosti, primerni za poroko in ponovno poroko. To je najbolj jasno prikazano v trditvi sv. Avguština, da bi "odstranitev institucije prinesla poželenje v vse pore sveta." Brez prostitutk bi moški namesto njih lovili "nedolžne" ženske, torej so prostitutke delale družbi uslugo.
V mestih je veljalo zmotno prepričanje, da prostitucija bolj cveti na podeželju kot v mestih, vendar je bilo v resnici ravno obratno. Čeprav so na podeželskih območjih obstajale tavajoče prostitutke, ki so hodile od sejma do sejma, je večina prostitutk ostala v mestih. Mesta so ponavadi pritegnila več prostitutk zaradi same velikosti prebivalstva in uveljavljenosti prostitucije v mestnih območjih.
Tako na podeželju kot tudi v mestih so bile ženske, ki niso živele pod moško avtoriteto, hitreje označene za prostitutke zaradi bojazni pred ženskami, ki niso spadale v običajne kategorije zakonu ali verskemu življenju predane ženske.
Posvetno pravo je, tako kot večino drugih vidikov prostitucije v srednjem veku, težko posploševati zaradi regionalnih razlik v odnosu do prostitucije. Globalni trend trinajstega stoletja je šel v smeri dovoljevanja prostitucije, saj so se zakoni o izgonu prostitutk spremenili v zakone proti razsipnosti in omejitev prostitutk na rdeče četrti.
Zakoni proti razsipnosti so postali regulatorna norma. Vključevali so določilo, da morajo kurtizane "nositi ramenski vozel določene barve kot znak svojega poklica", z namenom lažjega razlikovanja med prostitutko in ugledno žensko v družbi. Barva, ki jih je označevala kot prostitutke, ni bila povsod enaka: nosile so vse od različnih zemeljskih tonov do rumene, ki je veljala za barvo sramu v hebrejskih skupnostih. Ti zakoni niso ovirali premožnejših prostitutk, ki se kljub označenosti na pogled skorajda niso razlikovale od žensk iz plemskega stanu. V 14. stoletju so bile londonske prostitutke tolerirane le, če so nosile rumene kapuce.
Čeprav so bile javne hiše še vedno prisotne v večini mest in urbanih središč in so lahko bile vse od zasebnih hiš, ki jih je vodila prostitutka, do javnih kopališč in središč, ki jih je vzpostavila občinska zakonodaja, so bili edini zakonito dovoljeni centri za prostitucijo institucionalizirani in javno financirani javni domovi. To ni preprečilo razcveta nezakonitih bordelov. Bordeli so prepovedovali vstop poročenim moškim in duhovščini, vendar jih to ni ustavilo: obstajajo dokazi o vpletenosti duhovnikov v pretepu v bordelu. Tako je bila duhovščina na neki točki vsaj prisotna v bordelih. Bordeli so rešili tudi »obsesivni strah pred delitvijo žensk« in rešili vprašanje »kolektivne varnosti«. Prostitutke niso bile zaprte v bordele tako kot nune v samostane; le nekatere so stalno živele na ulicah, ki so jim bile dodeljene. Prostitutke so smele opravljati svoj poklic samo v bordelu, v katerem so delale. Bordeli so bili uporabljeni tudi za zaščito prostitutk in njihovih strank z različnimi predpisi. Obstajal je na primer zakon, ki "oskrbnikom bordelov [prepoveduje] pretepanje." Vendar so predpisi o bordelih ovirali tudi življenja prostitutk, saj so jim prepovedovali imeti "ljubimce, ki niso njihove stranke" in niso dovoljevali izbire stranke.
Cerkveno stališče do prostitucije je bilo trojno: »sprejemanje prostitucije kot neizogibnega družbenega dejstva, obsodba tistih, ki imajo dobiček od te trgovine in spodbujanje prostitutk, naj se pokesajo.« Cerkev je bila prisiljena priznati svojo nezmožnost odstraniti prostitucijo iz družbe. V štirinajstem stoletju je prostitucijo začela tolerirati kot manjše zlo. Kljub temu prostitutke niso smele v Cerkev, dokler so izvajale prostitucijo. Okoli dvanajstega stoletja se je uveljavila ideja o svetnicah prostitutkah, pri čemer je bila Marija Magdalena ena najbolj priljubljenih svetnic tega obdobja. Cerkev je uporabila svetopisemsko zgodbo Marije Magdalene, poboljšane vlačuge, da bi spodbudila prostitutke, da se pokesajo in popravijo. Hkrati so bile ustanovljene verske hiše z namenom zatočišča za prostitutke in spodbujanja reformacije prostitucije. »Magdalenine hiše« so bile še posebej priljubljene na začetku štirinajstega stoletja. V srednjem veku so papeži in verske skupnosti na različne načine poskušali odstraniti prostitucijo ali reformirati prostitutke, z mešanim uspehom.
Sodišča so imela nasprotujoča si mnenja o pravu v zvezi z prostitutkami. Prostitutke niso mogle podedovati premoženja, niso se smele zagovarjati pred sodiščem ali podati obtožb pred sodiščem, lahko pa so bile poklicane kot priče.

### 16. in 17. stoletje
Ob koncu 15. stoletja se je odnos do prostitucije začel zaostrovati. Izbruh sifilisa v Neaplju leta 1494, ki se je razširil po celi Evropi in ki je morda izviral iz prve odprave v Ameriko Krištofa Kolumba, in razširjenost drugih spolno prenosljivih bolezni iz 13. stoletja je verjeten vzrok za to spremembo v odnosu. V zgodnjem 16. stoletju se je povezovalo prostitutke z kugo in nevarnostjo okužbe, zaradi česar je duhovna oblast prepovedala bordele in prostitucijo. Poleg tega je bila prepoved bordelov in prostitucije uporabljena tudi za "okrepitev kazenskega prava" posvetnih vladarjev 16. stoletja. Kanonsko pravo je prostitutko definiralo kot "promiskuitetno žensko, ne glede na finančne elemente."  Prostitutka je veljala za »kurbo … ki je na voljo poželenju mnogih moških« in je bila zelo tesno povezana s promiskuiteto.
S prihodom reformacije so številna južnonemška mesta zaprla svoje javne hiše v poskusu izkoreninjenja prostitucije.

### 18. stoletje
Po navedbah Derviša Ismaila Aghe v Dellâkname-i Dilküşâ, osmanskih arhivih, so bili v turških kopelih maserji mladi moški, ki so strankam pomagali pri umivanju z miljenjem in drgnjenjem njihovih teles. Delovali so tudi kot spolni delavci. Besedila navajajo njihova imena, njihove cene, kolikokrat so lahko svoje stranke pripeljali do orgazma in podrobnosti o njihovih spolnih praksah.
Med vladavino Britanske vzhodnoindijske družbe v Indiji od leta 1757 do 1857 je bilo sprva dokaj običajno, da so evropski vojaki, ki so služili v vojski družbe, uporabljali storitve indijskih prostitutk; pogosto so obiskovali tudi lokalne nautch plesalke. Ko so evropske ženske od zgodnjega do sredine 19. stoletja v velikem številu začele prihajati na indijsko podcelino, je postalo vedno bolj neobičajno, da evropski vojaki obiskujejo indijske prostitutke, medrasni odnosi pa so po dogodkih indijskega upora leta 1857 postali tabu.

### 19. stoletje
V 19. stoletju je legalizirana prostitucija postala središče javne polemike, ko je britanska vlada sprejela zakon o nalezljivih boleznih, ki je zapovedoval preglede medenice za vse ženske, za katere obstaja sum, da so prostituke; ostali so v veljavi do leta 1886. Francoska vlada je, namesto da bi skušala prepovedati prostitucijo, začela nanjo gledati kot na nujno zlo za delovanje družbe. Francoski politiki so se odločili za nadzor prostitucije: na ulice Pariza so poslali "moralno policijo" (police des moeurs). Podobno je bilo v Ruskem imperiju; bordeli so bili odobreni s strani oblasti, prostituke pa so imele rumene potne liste, ki so označevali njihov status, in so bile podvržene tedenskim sistematskim pregledom. William Acton je leta 1857 objavil delo Prostitucija, obravnavana v njenih moralnih, socialnih in sanitarnih vidikih, v katerem ocenjuje, da je v notranjem delu Londona 80.000 prostitutk in da je vsaka 60. hiša bordel. Roman Leva Tolstoja Vstajenje opisuje legalno prostitucijo v Rusiji v 19. stoletju.
V tem obdobju je bila prostitucija zelo razširjena tudi na Barbary Coastu v San Franciscu, saj so bili prebivalci večinoma moški, ki so prihajali zaradi zlate mrzlice. Ena uspešnejših zvodnic je bila Belle Cora. Bila je nehote vpeta v škandal, v katerega je bil vpleten tudi njen mož Charles Cora, ki je ustrelil ameriškega maršala Williama H. Richardsona. Ta dogodek je povzročil porast novih zakonov proti prostituciji, igram na srečo in drugim dejavnostim, ki so veljale za nemoralne.

### 20. stoletje
Vodilni teoretiki komunizma so nasprotovali prostituciji. Komunisti so jo pogosto poskušali zatreti takoj po prevzemu oblasti, vendar neuspešno. V sodobnih komunističnih državah ostaja nezakonita, a je kljub temu pogost pojav. Gospodarski upad, ki ga je povzročil razpad Sovjetske zveze, je povzročil porast prostitucije v mnogih sedanjih in nekdanjih komunističnih državah. 
Prostitucija je bila v ZDA na splošno legalna. Med letoma 1910 in 1915 je bila nezakonita v skoraj vseh zveznih državah, predvsem zaradi vpliva Ženske zveze za krščansko vzdržnost. Prostituiranje južnokorejskih žensk ameriškim vojakom je za Južno Korejo kot državo predstavljal pomemben dohodek, zato so oblasti prostitucijo celo spodbujale.
Leta 1956 je Združeno kraljestvo uvedlo zakon o spolnih zločinih. Čeprav ta zakon ni kriminaliziral same prostitucije, je prepovedoval dejavnosti povezane z njo, kot je vodenje bordela. Nagovarjanj strank je postalo nezakonito z zakonom o uličnih prekrških leta 1959. Ti zakoni so bili delno razveljavljeni in spremenjeni z zakonom o spolnih deliktih leta 2003 in zakonom o policiji in kriminalu iz leta 2009 .
V poznih osemdesetih letih dvajsetega stoletja so številne zvezne države v ZDA poostrile kazni za prostitucijo v primerih, ko prostitutka ve, da je HIV pozitivna. Kazni za prostitucijo so različne, največje kazni pa so od 10 do 15 let zapora.
Spolni turizem se je pojavil v poznem 20. stoletju.

### 21. stoletje
V 21. stoletju so Afganistanci obudili metodo prostitucije mladih fantov, ki se imenuje "bacha bazi ".
Od razpada Sovjetske zveze na tisoče vzhodnoevropskih žensk vsako leto odidejo opravljati prostitucijo na Kitajsko, v Zahodno Evropo, Izrael in Turčijo. Nekatere vstopijo v poklic prostovoljno; mnoge so prevarane, prisiljene ali ugrabljene ter so pogosto žrtve ujetništva in nasilja. V Dubaju spolno delo opravlja več deset tisoč žensk iz vzhodne Evrope in Azije. Velik delež strank predstavljajo moški iz Savdske Arabije in Združenih arabskih emiratov.
Njihove revne družine prisilijo indijske punce, da se posvetijo hindujski boginji Renuki. BBC je leta 2007 zapisal, da so to "posvečene prostitutke".
Zgodovinsko in trenutno obstajajo bordeli pod kriniko verske institucije, ki so lahko zakoniti ali nezakoniti, odvisno od lokalnih zakonov.

## Ekonomija
Dohodki prostitutk nihajo glede na gospodarske razmere v državah delovanja. Prostitutke z večinskim deležem tujcev med strankami, ki so lahko na primer poslovni potniki, so odvisne od dobrih gospodarskih razmer v državah, od koder prihajajo njihove stranke. Višina plačila je odvisna od ravnanja zvodnikov, lastnikov bordelov in posrednikov druge vrste, ki običajno poberejo del zaslužka. Cene so odvisne tudi od povpraševanja. Priljubljene prostitutke višjega cenovnega razreda lahko zaslužijo znatne količine denarja (več kot 5000 $ na stranko), device pa lahko prejmejo celo višja plačila.

## Zakoni

### Stališča
V grobem so možna stališča naslednja:
- "Prostitucijo bi morala družba tolerirati":
  - dekriminalizacija : »prostitucija je delo kot vsako drugo. Za prostore spolne industrije ne bi smeli veljati nobeni posebni predpisi ali zakoni", Tako je trenutno stanje na Novi Zelandiji; zakoni proti upravljanju bordelov, zvodništvu in ulični prostituciji ne obstajajo, prostitucija praktično ni regulirana. Zagovorniki tega stališča pogosto menijo, da je državna ureditev v okviru legalizacije vsiljiva, ponižujoča ali nasilna. Glede kriminalizacije menijo, da negativno vpliva na spolne delavce.[113] Amnesty International je ena od pomembnih skupin, ki zagovarjajo dekriminalizacijo prostitucije.[114][18][115]
  - legalizacija in regulacija: prostitucija se obravnava kot zakonit posel; prostitucija in zaposlovanje prostitutk sta legalna, vendar regulirana; trenutno imajo take razmere na Nizozemskem, v Nemčiji,[116] večjem delu Avstralije in v nekaterih delih Nevade. Stopnja regulacije je zelo različna; na Nizozemskem na primer prostitutkam ni treba opraviti obveznih zdravstvenih pregledov, medtem ko so v Nevadi predpisi zelo strogi.
- "Prostitucije ne bi smeli tolerirati":
  - abolicionizem (prostitucija sama po sebi ni prepovedana, vendar je večina z njo povezanih dejavnosti nezakonitih, v želji po oteževanju prostitucije se prostitucija močno odsvetuje in obravnava kot družbeni problem): prostitucija je zakonita, vendar so dejavnosti v zvezi s tem, kot je javno nagovarjanje strank, vodenje javne hiše in druge oblike zvodništva, prepovedane. To je do neke mere trenutno stanje v Veliki Britaniji, kjer prostitucija velja za "tako javno nadlogo kot spolno kaznivo dejanje", in v Italiji.[117]
  - neoabolicionizem (»prostitucija je sama po sebi zloraba, tako vzrok kot posledica neenakosti,[118] oblika nasilja nad ženskami, kršitev človekovih pravic, stranke prostitutk izkoriščajo prostitutke«): ne preganja se prostitutk, ampak njihove stranke in zvodnike. Tako stanje je trenutno na Švedskem, v Franciji, na Norveškem in Islandiji (na Norveškem je zakon še strožji, saj prepoveduje tudi seks s prostitutko v tujini). [119]
  - prohibicionizem (tako prostitutke kot stranke so kriminalizirane in se obravnavajo kot nemoralne, veljajo za kriminalce): prevladujoč odnos skoraj povsod v Združenih državah, z nekaj izjemami v nekaterih podeželskih okrožjih Nevade.

V številnih državah delujejo skupine zagovornikov spolnih delavcev, ki lobirajo proti kriminalizaciji in diskriminaciji prostitutk. Te skupine na splošno nasprotujejo regulaciji in nadzoru ter trdijo, da je treba prostitucijo obravnavati kot vsak drug poklic. V ZDA delujeta skupina COYOTE (okrajšava za "Call Off Your Old Tired Ethics" oz. "odpovejte se svoji stari utrujeni morali"), in "North American Task Force on Prostitution". V Avstraliji je vodilna organizacija za pravice spolnih delavcev Škrlatno zavezništvo. Mednarodne organizacije za pravice prostitutk vključujejo Mednarodni odbor za pravice prostitutk in Mrežo projektov spolnega dela. 
Druge skupine, pogosto povezane z religijo, se osredotočajo na to, da ženskam ponudijo izhod iz sveta prostitucije. Do zakonskega statusa ne zavzemajo nobene drže. 
Prostitucija je pomembno vprašanje v feministični misli in aktivizmu. Mnoge feministke nasprotujejo prostituciji, ki jo vidijo kot obliko izkoriščanja žensk in moške nadvlade nad ženskami ter kot prakso, ki je posledica obstoječega patriarhalnega družbenega reda. Te feministke trdijo, da ima prostitucija zelo negativen učinek tako na same prostitutke kot na družbo kot celoto, saj krepi stereotipne poglede na ženske kot spolne objekte, ki jih moški lahko uporabljajo in zlorabljajo. Druge feministke menijo, da je prostitucija lahko tehtna izbira za ženske, ki se za ta poklic odločijo, vendar poudarjajo, da je treba prostovoljno prostitucijo razlikovati od prisilne prostitucije in da bi morale feministke aktivnosti spolnih delavcev proti zlorabam s strani spolne industrije in pravnega sistema.
Februarja 2014 so poslanci Evropskega parlamenta glasovali v nezavezujoči resoluciji (sprejeti s 343 glasovi za, 139 proti in 105 vzdržanimi glasovi) za „švedski model“, ki kriminalizira kupovanje, ne pa tudi prodajanja spolnih storitev.

### Legalnost
Legalnost prostitucije se po svetu zelo razlikuje in odraža različna mnenja o žrtvi in izkoriščanju, neenakosti, vlogah spolov, enakosti spolov, etiki in morali, svobodi izbire, tradicionalnih družbenih normah ter pozitivnih in negativnih vplivov na družbo.
Prostitucijo je po svetu obravnavana kot oblika izkoriščanja (npr. Švedska, Norveška, Islandija, kjer je nezakonito kupovati spolne storitve, ne pa tudi prodaja le-teh – stranka stori kaznivo dejanje, prostitutka pa ne), zakonit poklic (npr. Nizozemska, Nemčija, kjer je prostitucija nadzorovana kot poklic) ali kaznivo dejanje (npr. številne muslimanske države, kjer se prostitutke soočajo s strogimi kaznimi).
Leta 1949 je Generalna skupščina ZN sprejela konvencijo, ki navaja, da sta "prostitucija in spremljajoče zlo trgovine z ljudmi za namene prostitucije nezdružljiva z dostojanstvom in vrednostjo človeške osebe". Ta konvencija od vseh podpisnic zahteva, da kaznujejo zvodnike ter lastnike in upravljavce bordelov ter odpravijo vsakršne privilegije registracijo prostitutk. Od januarja 2009 je konvencijo ratificiralo 95 držav članic, vključno s Francijo, Španijo, Italijo in Dansko, ni pa je ratificiralo drugih 97 držav članic, vključno z Nemčijo, Nizozemsko, Združenim kraljestvom in ZDA.

### Oglaševanje
V državah, kjer je prostitucija zakonita, je njeno oglaševanje lahko zakonito (npr. na Nizozemskem) ali nezakonito (npr. v Indiji). Prikrito oglaševanje prostitucije ima lahko več oblik:
- na oknih trafik
- s karticami v telefonskih govorilnicah
- z evfemističnimi oglasi v običajnih revijah in časopisih (na primer o "masažah" ali "sprostitvi")
- v specializiranih revijah za kontakte
- prek interneta

V ZDA lahko masažni saloni, ki služijo kot krinka za prostitucijo, oglašujejo "polno storitev", evfemizem za spolni odnos.
V Las Vegasu prostitucijo na Las Vegas Stripu pogosto odkrito oglašujejo za to najeti ljudje, ki delijo izzivalne letake s slikami in telefonskimi številkami spremljevalk (kljub dejstvu, da je prostitucija v Las Vegasu in okrožju Clark nezakonita).
Načini, na katere prostitutke oglašujejo, so zelo različni. Nekateri ostanejo v stanovanjih, zunaj katerih so namigi, kot so plakati z napisom »model«, da privabijo potencialne stranke noter. Drugi oglašujejo z objavo številke ali lokacije na listku, nalepljenemu na telefonski ovorilnici, ali v spletnih ali časopisnih oglasih. V družbah, ki dopuščajo prostitucijo, lahko prostitutke oglašujejo v javnosti, na primer skozi izložbe. V družbah, ki omejujejo prostitucijo, se to prenaša od ust do ust in drugimi sredstvi.

## Socialno-ekonomska vprašanja

### Izsiljevanje
Prostitucija, pogosto kadar je nezakonita, se uporablja pri izsiljevanju, kjer izsiljevalec grozi, da bo razkril podatke o žrtvi ali njenih družinskih članih, ki so lahko neprijetni, družbeno škodljivi ali obremenjujoči. V zameno za nerazkritje občutljivih podatkov izsiljevalec lahko zahteva denar, druge vrste premožejne ali storitev. 

### Finančni stroški za družbo
Ker se prostitucija v številnih državah šteje za kaznivo dejanje, znatni prihodki iz tega naslova niso obdavčeni, spolni delavci pa niso redno pregledani za spolno prenosljive bolezni, kar je nevarno v kulturah, ki dajejo prednost nezaščitenemu spolnemu odnosu, in povzroča znatne izdatke za zdravstveni sistem. Po poročilu Ocene stroškov kriminala v Avstraliji iz leta 1992 je prišlo do "ocenjenih 96 milijonov dolarjev izgube davčnih prihodkov zaradi neprijavljenih zaslužkov prostitucije". 

### Nezakonito priseljevanje
Težava, s katero se srečujejo nekatere tuje prostitutke v razvitih državah, je, da nimajo dovoljenja za prebivanje. Ker jim grozi izgon iz države, se ne morejo zateči k državnim organom (policiji). 
Priseljenski status oseb, ki prodajajo spolne storitve, je – zlasti v zahodni Evropi – kontroverzno politično vprašanje, o katerem se veliko razpravlja. Trenutno je v teh državah večina prostitutk priseljenk, predvsem iz vzhodne in srednje Evrope; v Španiji in Italiji naj bi bil delež 90 %, v Avstriji 78 %, v Švici 75 %, v Grčiji 73 %, na Norveškem 70 % (v skladu s poročilom TAMPEP iz leta 2009, Sex Work in Europe-A mapping of the prostitution scene in 25 European countries ).  Članek v Le Monde diplomatique leta 1997 navaja, da je 80 % prostitutk v Amsterdamu tujk, od tega 70% brez urejenega statusa. 

### Nizek socialno-ekonomski status
Kaste so v večini primerov dedni družbeni razredi, ki se pogosto izoblikujejo okoli določenih poklicev. Nižje kaste so povezane s poklici, ki veljajo za "nečiste", kar pogosto vključuje prostitucijo. V predvojni Koreji so bile ženske iz nižje kaste Cheonmin, znane kot Kisaeng, izučene za zagotavljanje zabave, pogovorov in spolnih storitev moškim iz višjih kast.  Kaste na območju Južne Azije, ki se jih povezuje s prostitucijo, so Bedias,  kasta Perna,  Banchhada,  kasta Nat in ljudstvo Badi v Nepalu.

### Psihološke težave
De Marneffe (2009) je zagovarjal tezo, da obstajajo psihološke težave, s katerimi se prostitutke soočajo zaradi določenih izkušenj in skozi trajanje ali ponavljanje nekaterih dogodkov. Nekatere gredo skozi izkušnje, ki lahko povzročijo "trajne občutke ničvrednosti, sramu in sovraštva do samega sebe". De Marneffe trdi tudi, da lahko te izkušnje kvarno vplivajo na sposobnost izvajanja spolnih dejanj z namenom gradnje intimnega odnosa, ki je lahko pomemben za njihovega partnerja. Pomanjkanje zdravega odnosa lahko povzroči višje stopnje ločitev in lahko vpliva na nezdrav odnos do otrok, kar vpliva na njihove prihodnje odnose. 

### Trgovina z ljudmi
Trgovina z ljudmi za spolne namene je opredeljena kot uporaba prisile ali sile za prevoz osebe, ki tega ne želi, v prostitucijo ali drugo spolno izkoriščanje. Združeni narodi so leta 2009 navedli, da je trgovina z ljudmi za spolne namene najpogosteje ugotovljena oblika trgovine z ljudmi, in ocenjujejo, da je približno 79 % trgovine z ljudmi, za katero so podatki, namenjeno prostituciji (čeprav študija ugotavlja, da je to lahko posledica statistične pristranskosti in da je trgovina z ljudmi običajno deležna največ pozornosti in je zato najbolj opazna). Kul Gautum, namestnik izvršnega direktorja UNICEF-a, je trgovino z ljudmi za spolne namene opisal kot "največjo trgovino s sužnji v zgodovini".  Je najhitreje rastoča veja organiziranega kriminala; predvideva se, da bo presegla trgovino z mamili.  Čeprav je danes število ljudi, ki so vpleteni v suženjstvo, morda največje v zgodovini, je delež prebivalstva verjetno najmanjši v zgodovini.

### Seks za preživetje
Seks za preživetje je, ko prostitutko k prostituciji žene potreba po osnovnih potrebščinah, kot sta hrana ali zatočišče. Ta vrsta prostitucije je pogosta med brezdomci in v begunskih taboriščih. Izraz se uporablja v spolni trgovini in med humanitarnimi delavci, čeprav nekateri, ki opravljajo seks za preživetje, tega ne obravnavajo kot izkoriščevanje. 

### Otroška prostitucija
Za otroško prostitucijo veljata tako zakonodaja o prostituciji kot tudi zakonodaja o spolnosti mladoletnih oseb. Če je prostitucija na splošno zakonita, je običajno minimalna zahtevana starost za zakonito prostitucijo višja od splošne privolitvene starosti. Čeprav nekatere države uporabe storitev otroške prostitucije ne obravnavajo kot ločeno kaznivo dejanje, je dejanje kaznivo kot spolni odnos z mladoletno osebo. 
V Indiji je po trditvah zvezne policije v otroški prostituciji 1.2 milijonov otrok.  V izjavi CBI je navedeno, da študije in raziskave, ki jih je naročilo ministrstvo za ženske in razvoj otrok, ocenjujejo, da je okoli 40 % vseh indijskih prostitutk otrok.
V Bangladešu je znano, da otroške prostitutke jemljejo zdravilo Oradexon, znano tudi kot deksametazon . Zaradi tega steroida, ki je na voljo brez recepta in ga običajno uporabljajo kmetje za rejenje goveda, so otroške prostitutke videti večje in starejše. Dobrodelne organizacije pravijo, da 90 % prostitutk v legaliziranih bordelih v državi uporablja drogo. Po mnenju družbenih aktivistov lahko Oradexon povzroči sladkorno bolezen, visok krvni tlak in je zelo zasvojljiv.
Tajski inštitut za raziskave zdravstvenega sistema je leta 2007 poročal, da otroci predstavljajo 40% vseh spolnih delavcev na Tajskem. 
Nekateri odrasli potujejo v druge države z namenom spolnih odnosov z otroki, ki v njihovi državi niso na voljo. Kambodža je postala razvpita destinacija za seks z otroki. Tudi Tajska je destinacija za otroški spolni turizem.   Več zahodnih držav je sprejelo zakone, ki kaznujejo državljane, ki se ukvarjajo s spolnimi odnosi z mladoletniki v drugih državah. Ker zločin običajno ostane neodkrit, se ti zakoni le redko izvajajo. 

### Prostitucija med starejšimi
Prostitucija med starejšimi je pojav, o katerem poročajo v Južni Koreji, kjer se starejše ženske, imenovane Bacchus Ladies, zatekajo k prostituciji iz nuje. Tako se imenujejo zato, ker mnoge za preživetje prodajajo tudi priljubljeno energijsko pijačo Bacchus. Državne pokojnine v višini približno 200.000 ₩ zagotavljajo osnovni dohodek, vendar pogosto ne zadoščajo za kritje naraščajočih zdravstvenih računov. Prvič se je pojavil po azijski finančni krizi leta 1997, ko je postalo otrokom in vnukom težje preživljati starejše. Stranke so običajno starejši moški. Uporaba injekcij za spodbujanje erekcije z večkrat uporabljenimi iglami je prispevala k širjenju spolno prenosljivih bolezni. 

### Nasilje
Ulične prostitutke so bolj izpostavljene nasilju kot katerikoli druge.
V ZDA je bila stopnja umorov prostitutk ocenjena na 204 na 100000. [160] Obstajajo znatne razlike med uličnimi in stanovanjskimi prostitutkami, spremljevalkami, dekleti na klic ali prostitutkami v bordelih in masažnih salonih. Nasilje nad moškimi prostitutkami je manj pogosto.
Prostitucija je lahko povezana z nezakonitimi in nevarnimi dejavnostmi ter z zlorabo. Nekateri trdijo, da je to posledica stigmatizacije ali nezakonitosti prostitucije ali obojega. Drugi menijo, da legalizacija in nadzor prostitucije ne izboljšuje položaja, ampak ga poslabšuje, ustvarja vzporedno nezakonito industrijo in ne zmore ločiti zakonite prostitucije od kriminala. 

## Vrste prostitucije

### Ulična prostitucija
Pri ulični prostituciji prostitutka nagovarja stranke med čakanjem na uličnih vogalih, kar zvodniki in prostitutke včasih imenujejo "steza". Običajno so ne glede na vreme oblečeni v skromna, izzivalna oblačila. V ameriški rabi se ulične prostitutke pogosto imenujejo "streetwalkers", medtem ko se njihove stranke imenujejo "tricks" ali "johns". Seks se običajno izvaja v avtu stranke, v bližnji ulici ali v najeti sobi. Moteli in hoteli, ki sprejmejo prostitutke, običajno najamejo sobe za pol ure ali celo uro.
"Lot lizard" je pogost poseben primer ulične prostitucije.  Lot lizardi služijo predvsem z tovornjakarji na postajališčih za tovornjake. Prostitutke pogosto komunicirajo prek kod, ki temeljijo na vozaškem slengu, nato pa se pridružijo vozniku v njegovem tovornjaku.

### Izložbena prostitucija
Izložbena prostitucija je oblika prostitucije, ki je na Nizozemskem in v sosednjih državah dokaj pogosta. Prostitutka najame izložbo in delovni prostor pri ponudniku za določen čas, pogosto za en dan ali del dneva.  Taka prostitutka je neodvisna, novači svoje stranke po lastni presoji ter se pogaja o ceni in storitvah.

### Javne hiše
Javne hiše so ustanove, posebej namenjene prostituciji, pogosto omejene na posebne rdeče četrti v velikih mestih. Druga imena za javne hiše so bordel, kupleraj in kurbišče. Prostitucija se pojavlja tudi v nekaterih masažnih salonih, v azijskih državah pa v nekaterih brivnicah, kjer se lahko spolne storitve ponujajo kot sekundarna funkcija prostora.

### Spremljevalke
Spremljevalne storitve je mogoče razlikovati od prostitucije ali drugih oblik prostitucije po tem, da spolne dejavnosti pogosto niso izrecno oglaševane kot nujno vključene v te storitve; namesto tega je cena storitve pogosto navedena le kot plačilo za spremljevalkin čas in druženje. Vseeno je pogosto nakazano, da se spolne dejavnosti pričakujejo.
Pri spremljevalni prostituciji se dejanje zgodi v strankinem prebivališču ali v hotelski sobi, v stanovanju spremljevalca ali v hotelski sobi, ki jo za to priložnost najame spremljevalka. Prostitutka je lahko samostojna ali pa dela pod okriljem agencije. Storitve se lahko oglašujejo prek interneta, v območnih revijah in časopisih ali na seznamih lokalnih telefonskih številk.

### Spolni turizem
Spolni turizem je potovanje z namenom izvajanja spolnega odnosa ali druge spolne dejavnosti s prostitutkami. Svetovna turistična organizacija, opredeljuje spolni turizem kot "potovanja, organizirana v turističnem sektorju ali izven tega sektorja, vendar z uporabo njegovih struktur in mrež, s primarnim namenom doseči komercialno spolno razmerje turista s prebivalci na destinaciji«.
V nasprotju z običajnim spolnim turizmom, ki je pogosto zakonito, bo turist, ki ima spolne odnose z otroško prostitutko, običajno storil kaznivo dejanje v državi, kjer je storil dejanje, dodatno pa še kaznivo dejanje v skladu z zakoni lastne države in v luči mednarodnega prava. Otroški spolni turizem je opredeljen kot potovanje v tujo državo z namenom sodelovanja v komercialni spolni zlorabi otrok. Tajska, Kambodža, Indija, Brazilija in Mehika ter druge države Srednje Amerike in Jugovzhodne Azije so žarišča spolnega izkoriščanja otrok na tak način.

### Seks na daljavo
Denar se obrača tudi pri seksu na daljavo. Že desetletja so na voljo vroče linije (telefonski pogovori), s pojavom interneta so se razvile tudi druge oblike: preko klepetalnic, zasebnih sporočil ali preko spletne kamere (camgirl).

## Razširjenost
Glede na dokument "Estiming the prevalence and carier longevity of prostitute women", je število prostitutk s polnim delovnim časom na tipičnem območju v Združenih državah Amerike (Colorado Springs, CO, med 1970–1988) ocenjeno na 23 na 100.000 prebivalcev (0,023 %), od tega kakih 4 % mlajših od 18 let. Dolžina delovne kariere teh prostitutk je bila ocenjena na povprečno 5 let. Po poročilu Fondacije Scelles iz leta 2012 je na svetu med 40 in 42 milijonov prostitutk.
Leta 2003 je bilo ocenjeno, da je v Amsterdamu ena od 35 žensk delala kot prostitutka, v primerjavi z eno od 300 v Londonu.
Delež moških, ki so vsaj enkrat uporabili storitve prostitutke, se zelo razlikuje od države do države: v Kambodži je delež med 59 % in 80 %,, na Tajskem 75%, v Italiji med 16,7% in 50%, v Španiji med 27% in 39%, na Japonskem 37%, v Nizozemski 13,5–21,6 %, v ZDA  15,0–20,0 %, na Kitajskem 6,4–20 % in v Veliki Britaniji in Severni Irski med  7 % in 8,8 %. Države z višjimi stopnjami strank prostitucije imajo o prostituciji precej boljše mnenje.  V nekaterih državah, kot sta Kambodža in Tajska, se seks s prostitutkami šteje za nekaj običajnega, moški, ki ne uporabljajo prostitucije, veljajo med vrstniki za nenavadne.
V ZDA je raziskava TNS iz leta 2004 poročala, da je 15 % vseh moških priznalo, da so vsaj enkrat v življenju plačali za seks. Strokovnjaki ocenjujejo, da je resnična številka mnogo višja.
V Avstraliji je raziskava, izvedena v začetku tega tisočletja, pokazala, da je po lastnih navedbah vsaj enkrat v življenju prostitucijo uporabljalo 15,6 % moških, starih od 16 do 59 let. 1,9 % jih je to storilo v zadnjem letu.
Nekatere študije kažejo, da se je odstotek moških v ZDA, ki uporabljajo prostitucijo, v zadnjih desetletjih znatno zmanjšal: leta 1964 je bilo ocenjeno, da je 69–80 % moških vsaj enkrat plačalo za spolne odnose. Nekateri menijo, da so ravni prostitucije padle v spolno svobodnih državah, najverjetneje zaradi povečane dostopnosti nezakonske spolnosti ali, na primer na Švedskem, zaradi strožjih pravnih kazni. Druga poročila kažejo na rast ravni prostitucije, na primer v ZDA,  kjer se kot vzrok navaja spolna liberalizacija. Kot pravi Norma Ramos, izvršna direktorica Koalicije proti trgovini z ženskami : "Bolj kot spolna industrija normalizira to vedenje, več ga bo".
V mnogih kulturah je bila prostitucija povezana z vojsko. Britansko pomorsko pristanišče Portsmouth je imelo v 19. stoletju cvetočo spolno industrijo, do zgodnjih devetdesetih let dvajsetega stoletja pa so bile blizu ameriških vojaških oporišč na Filipinih velike rdeče četrti. Razvpita zabaviščna četrt Patpong v Bangkoku na Tajskem se je začela kot lokacija za rest and relaxation (počitek in sprostitev) za ameriške vojake, ki so služili v vietnamski vojni v zgodnjih sedemdesetih letih dvajsetega stoletja. Washington DC je imel Murder Bay, kartonsko naselje z veliko prostitucije, ki je pritegnil vojsko ameriške državljanske vojne. Vas Vadia v Indiji je lokalno znana kot vas prostitutk, kjer se neporočene ženske ukvarjajo s prostitucijo. V vasi potekajo množične poroke za otroke prostitutk, da bi jih zaščitili pred prisilno prostitucijo.

## Zdravstvena situacija
Ponekod je prostitucija lahko povezana s širjenjem spolno prenosljivih bolezni (STD). Neuporaba kondoma med prostitutkami in njihovimi strankami je bila navedena kot eden glavnih razlogov za hitro širjenje virusa HIV v Aziji.   Preventivnim kampanjam, namenjenim povečanju uporabe kondomov pri spolnih delavcih, se pripisuje pomembno vlogo pri omejevanju širjenja virusa HIV. 
Eden od virov širjenja virusa HIV v Afriki je prostitucija. V eni od študij je predstavljena ugotovitev, da so srečanja s prostitutkami povzročila 84 % novih okužb z virusom HIV pri odraslih moških v Akri v Gani. Širjenje virusa HIV iz urbanih okolij na podeželje v Afriki (na primer v Etiopiji) se pripisuje kmetom, ki obiskujejo spolne delavce v mestih. Nekatere študije o prostituciji v urbanih okoljih v državah v razvoju, kot je Kenija, so pokazale, da prostitucija deluje kot rezervoar spolno prenosljivih bolezni med splošno populacijo.
Tipični odzivi na to težavo so:
- popolna prepoved prostitucije
- uvedba sistema registracije prostitutk,obveznih zdravstvenih pregledov in drugih ukrepov
- izobraževanje prostitutk in njihovih strank z namenom spodbujanje uporabe pregradne kontracepcije in večje interakcije z zdravstveno nego

Nekateri menijo, da sta prva dva ukrepa kontraproduktivna. Prepoved prostitucije vodi v ilegalno prostitucijo, pri kateri je težje spremljati razmere, težje se promovira varne spolne odnose, oeženo je tudi zdravljenje. Zaradi registracije prostitutk je država vpletena v prostitucijo in ne obravnava zdravstvenih tveganj neregistriranih prostitutk. 
V državah in območjih, kjer preventivni ukrepi za varnejšo spolnost bodisi niso na voljo ali se ne izvajajo zaradi kulturnih razlogov, je prostitucija aktiven prenašalec bolezni za vse spolno prenosljive bolezni, vključno s HIV/aidsom. Spodbujanje uporabe zaščite v kombinaciji z rednim testiranjem na spolno prenosljive bolezni je bilo ob dosledni uporabi zelo uspešno. Na primer, tajski program spodbujevanja uporabe kondomov je bil v veliki meri zaslužen za napredek države pri obvladovanju epidemije HIV.  Ocenjuje se, da bi uspešno izvajanje praks varne spolnosti v Indiji "pognalo epidemijo [HIV] v izumrtje", medtem ko bi podobni ukrepi lahko dosegli 50-odstotno zmanjšanje v Bocvani.  Leta 2009 je generalni sekretar Združenih narodov Ban Ki-moon vse države pozval, naj odpravijo prepovedi prostitucije in homoseksualnih spolnih odnosov, ker "takšni zakoni predstavljajo velike ovire pri doseganju ključnih populacij s storitvami proti HIV". Leta 2012 je na zahtevo UNAIDS ustanovljena Globalna komisija za HIV in pravo, ki jo je sklical Ban Ki-moon in je neodvisen organ s podporo sekretariata in sedežem pri Razvojnem programu združenih narodov, prišla do enakih ugotovitev. Komisija je priporočila tudi dekriminalizacijo bordelov in posredništva. Kljub temu poročilo navaja, da: "Vsebina, analiza, mnenja in politična priporočila v tej publikaciji ne odražajo nujno stališč Razvojnega programa Združenih narodov." 
Pandemija COVID-19 je vplivala na spolno delo. Med pandemijo COVID-19 so (bili) v nekaterih državah (začasno) prepovedani kontaktni poklici, kamor spada tudi prostitucija. To je povzročilo upad prostitucije.
 

## Prostitucija v Sloveniji
Najbolj razširjena oblika prostitucije v Sloveniji je stanovanjska prostitucija. Prodajalke so večinoma ženske z moškimi strankami. Po oceni policije se s prostitucijo ukvarja 1400 ljudi, druge ocene se gibljejo okoli številke 3000.
Po zakonu je kaznivo, če "kdo na vsiljiv način ponuja spolne usluge" na javnih mestih. Organizacija prostitucije ni kazniva, vendar se kaznuje "zloraba prostitucije", kar je opredeljeno kot "kdor zaradi izkoriščanja sodeluje pri prostituciji druge osebe ali kdor s silo, grožnjo ali preslepitvijo navede, pridobi ali spodbudi drugo osebo k prostituciji". Prav tako ni kazniva uporaba storitev prostitucije, razen v primerih, ko oseba ve, da uporablja storitve žrtve trgovine z ljudmi. To pomeni, da je zasebna prodaja dovoljena, organizirana (bordeli, zvodništvo) pa ne. Policija preganja vsakršno posredovanje pri prostituciji, kjer posredniki dobijo del zaslužka od prostitucije.
Vseeno je v Sloveniji deloval bordel, ki pa ga lastniki zaradi zakonodajnih ovir niso poimenovali in tržili kot takega. To je bil Savna klub Marina v Ajševici pri Novi Gorici, ki je deloval od avgusta 2014. Zaprt je bil januarja 2019 zaradi izkoriščanja žensk za prostitucijo. Ustanovitelji ustanove so bili Sergej Racman, Jože Kojc in Dejan Šurbek, kasneje pa se jim je pridružila še Vesna Ternovec kot vodja dnevnega poslovanja. Potekala je trgovina z ljudmi. Prostitutke, ki so večinoma prišle iz Romunije, so bile deležne psihičnega in fizičnega nasilja. Vpleteni so bili tudi Romunski zvodniki.
Nekatere nevladne organizacije (npr. Društvo ključ), ki se v Sloveniji ukvarjajo s pomočjo žrtvam trgovine z ljudmi in zlorabo prostitucije, imajo do prodajanja spolnih storitev izrazito negativno mnenje, ne glede na to, ali je oseba v prostitucijo prisiljena ali ne. Navajajo slabo samopodobo, depresijo, odvisnost od alkohola ali drugih drog, pogosto samopoškodovanje in tudi samomorilnost oseb, ki se s tem ukvarjajo. Druge organizacije (npr. Mirovni inštitut) so mnenja, da je to vrsta legitimnega dela, da spolni delavci potrebujejo le zagotovitev osnovnih pravic z zakonsko zaščito.